# Friedrich Karl Gottlob Hirsching
Friedrich Karl Gottlob Hirsching (* 21. Dezember 1762 in Uffenheim, Fürstentum Ansbach; † 11. März 1800 in Erlangen) war ein deutscher Universalgelehrter und Verfasser von Nachschlagewerken (Lexikograf).

## Leben
Als Sohn des Ansbachischen Rats und Oberamtsphysikus in Uffenheim und Creglingen, Wilhelm Simon Christian Hirsching, und dessen Ehefrau, geb. Mayer, wuchs Friedrich Karl Gottlob Hirsching in Uffenheim auf. Nachdem sein Vater starb, als Friedrich Karl Gottlob sieben Jahre alt war, nahm ihn sein Onkel und Taufpate, der Bayreuthische Geheime Rat und Konsistorialpräsident Johann Gottlob Mayer, auf. So erhielt er eine gute Ausbildung an der Fürstenschule in Neustadt an der Aisch und wurde zusätzlich durch Hauslehrer unterrichtet. 1782 wechselte er an die Universität Erlangen, wo er Rechtswissenschaften sowie bei Johann Georg Meusel und Heinrich Friedrich Delius Geschichte, Naturkunde (insbesondere Botanik) und Ökonomie studierte. Ab 1786 war er als Hauslehrer für den Geheimen Rat von Buirette in Wilhelmsdorf und Erlangen tätig.
Am 7. Februar 1788 legte er sein Examen zum Magister der Philosophie ab, am 8. Februar das zur Erlangung der universitären Lehrerlaubnis. Seine Vorlesungen kündigte er gewöhnlich nur an, hielt sie aber nicht, da er laut G. W. A. Fikenscher für wenige Zuhörer nicht lesen wollte, für die von ihm gewählten abseitigen Themen aber nicht auf viele Zuhörer hoffen durfte.
1792 wurde Hirsching in Erlangen zum außerordentlichen Professor der Philosophie ernannt und lieferte 1795 auch die hierfür erforderliche Dissertation, von deren Verteidigung er aufgrund seines schlechten Gesundheitszustands befreit wurde. Am 3. Oktober 1796 wurde er in die Erfurter Akademie nützlicher Wissenschaften aufgenommen. Im März 1800 starb er im Alter von 37 Jahren.

## Werk

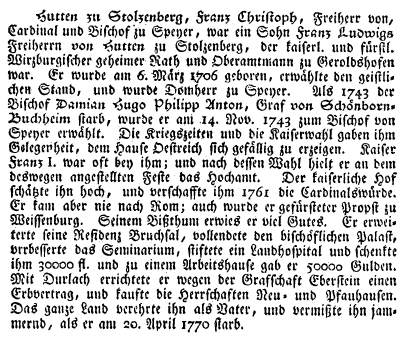
Artikel über den Speyrer Fürstbischof Franz Christoph von Hutten, aus Historisches literarisches Handbuch, Band 3, 1797

Hirsching war ein immens fruchtbarer Autor und begann schon als Student mit der Veröffentlichung von praktischen Nachschlagewerken, zunächst über Bibliotheken und andere Sammlungen sowie Klöster. Sein 17-bändiges Historisches literarisches Handbuch berühmter und denkwürdiger Personen ist ein umfassendes biographisches Lexikon über Personen des 18. Jahrhunderts.
Samuel Baur beurteilt Hirsching 1803 als „fleißigen literarischen Sammler, aber ohne hervorstechende Talente, der überdieß manche Sünde gegen den guten Geschmak begieng und sich durch seine beleidigende Heftigkeit in manche gelehrte Streitigkeit verwickelte“. Fikenscher betont 1806 die „vielen“, in manchen Bereichen wie der Botanik oder Ökonomie gar „vielumfassenden Kanntnisse“ Hirschings und lobt seine bedeutende Sammlung von seltenen Pflanzen und anderen naturhistorischen Schätzen, insbesondere Insekten. Er schreibt weiterhin – etwas milder als Baur – über ihn: „Im Umgange war er höflich, und in Dienstesleistungen sehr gefällig und freundschaftlich, aber auch, neben manchen Eigenheiten, die er besaß, wenn er gereizt wurde, oder sich einbildete, es zu seyn, äußerst leidenschaftlich.“

## Werke

### Monographien und Nachschlagewerke
- Versuch einer Beschreibung sehenswürdiger Bibliotheken Teutschlands, nach alphabetischer Ordnung der Städte, 4 Bände, 1786–1791
- Nachrichten von sehenswürdigen Gemälde- und Kupferstichsammlungen, Münz-, Gemmen-, Kunst- und Naturalienkabinetten, Sammlungen von Modellen, Maschinen, physikalischen und mathematischen Instrumenten, anatomischen Präparaten, und botanischen Gärten in Teutschland; nach alphabetischer Ordnung der Städte,6 Bände, 1786–1792
- Dissertatio de Historicis, natione germanis, qui per semisaeculum primum XVIII. floruerunt, 1788
- Allgemeines Archiv für Länder- und Völkerkunde, 2 Bände, 1790–1791
- Denkwürdigkeiten für die Länder- und Völkerkunde. Erster Theil, 1792
- Historisch Geographisch Topographisches Stifts und Closter Lexicon, oder Verzeichniß und Beschreibung aller Bistümer, Collegiatkirchen, Abteyen und Prälaturen, Stifter, Commenthureien, Manns und Frauenclöster, Probsteien, Jesuitenkollegien, Einsiedlereien u. s. w. Teutschlands, die nicht nur ehemals gewesen, sondern auch wirklich noch sind […] Erster Band. A-D, 1792 (blieb ohne Fortsetzung)
- Historisches literarisches Handbuch berühmter und denkwürdiger Personen, welche in dem 18ten Jahrhunderte gestorben sind; oder kurzgefaßte biographische und historische Nachrichten von berühmten Kaisern, Königen, Fürsten, von großen Feldherren, Staatsmännern, Päbsten, Erz- und Bischöfen, Cardinalen, Gelehrten aller Wissenschaften, Malern, Bildhauern, Mechanikern, Künstlern, und andern merkwürdigen Personen beiderley Geschlechts, 17 Bände, 1794–1815
- Dissertatio de florente statu Burggraviatus Norici, quoties post decessum lineae superioris, inferior in possessionem totius Burggraviatus veniret Norimbergensis, 2 Teile, 1785/1795
- Teutschlands National Kalender zur gründlichen Kenntniß des jetzigen Zustandes aller deutschen Staaten und Länder, auf das Jahr 1796, 1795

### Herausgeberschaft
- J. F. Kirchners praktische Anweisung zur Gartenkunst, besonders von Treibung der Ananasse, Weintrauben, Pfirsiche, Melonen, Spargel, u. s. w. (von Hirsching durchgesehen, zum Druck befördert und mit einer Vorreder zur Erziehung der Aloen und ausländischen Gewächse versehen), 1796

### Aufsätze
(Auswahl)
- Verzeichnis der Kupferstiche und Arbeiten in Schwarzkunst von Johann Elias Haid in Augsburg, in: Meusels Miscellaneen artistischen Inhalts, Heft 28, S. 222–252
- Nachricht von dem vortrefflichen Copisten Johann Leonhard Städtler zu Neustadt an der Aisch, in: Meusels Museum für Künstler, St. 4, S. 91
- Verzeichniß von Bildnissen jetztlebender deutschen Gelehrten und Schriftsetzer, in: Meusels Museum für Künstler, St. 7, 8 und 11
- Replik wider das versuchte Etwas des Hrn. Rektor Mertens in Augsburg gegen meinen Versuch einer Beschreibung sehenswürdiger Bibliotheken, in: Journal von und für Teutschland 1788, St. 7, S. 48–51
- Von dem Ursprung der Dratzieher. Ein Beytrag zur Nürnbergischen Handwerksgeschichte, in: Journal von und für Teutschland 1788, St. 8, S. 101
- Nachricht von einer Gesellschaft von Gelehrten und Literaturfreunden, welche auf der Universität zu Erlangen gestiftet worden, in: Journal von und für Teutschland 1788, St. 12, S. 465
- Beytrag von Idiotismen aus Hohenlohe, in: Journal von und für Teutschland 1789, St. 1, S. 59
- Verzeichniß von Unglücksfällen, an welchen in dem Fürstenthum Baireuth in den Jahren 1777–1787 Menschen gestorben sind, in: Journal von und für Teutschland 1791, St. 6, S. 518–542
- Ueber Willfährigkeit der Bibliothekare. Ein Nachtrag zur Aufforderung des Stadt-Pfarrers am Ende in Kaufbeuern, Allgemeiner literarischer Anzeiger 1798, S. 2117–2120, und 1799, S. 241–248

- Beiträge zum Senkenbergischen Supplement von Lipenius’ Bibliotheca real. jurid., zum Journal von und für Franken (1790–1795), zum Fränkischen Merkur, zum Reichsanzeiger
- Rezensionen in der Gothaischen gelehrten Zeitung, in der Erlanger gelehrten Zeitung (seit 1787), in der Oberdeutschen Literaturzeitung (seit 1788), in den Mainzer Annalen von gelehrten Sachen (1790/1791)